# Gyrinops ledermannii
Gyrinops ledermannii är en tibastväxtart som beskrevs av Domke. Gyrinops ledermannii ingår i släktet Gyrinops och familjen tibastväxter. Inga underarter finns listade i Catalogue of Life.